# Edward Trelawny (gouverneur)
Edward Trelawny (1699-16 janvier 1754) est le gouverneur britannique de la Jamaïque d'avril 1738 à septembre 1752. Il est surtout connu pour un traité qui a mis fin à la longue guerre qui opposait les planteurs blancs aux Marrons.

## Biographie
Edward Trelawny est né en 1699 à Trelawne, en Cornouailles. D'une famille cornouaillaise ancienne et bien connue, il est le fils cadet de l'évêque Jonathan Trelawny (3e baronnet)  et le frère de John Trelawny (4e baronnet) .
En 1734, il quitte l'Écosse pour rejoindre l'armée impériale britannique dans sa lutte contre les Français dans la guerre de succession de Pologne. Après cela, Trelawny est élu député pour East Looe et West Looe .
Il est réélu au Parlement en 1734, mais les deux élections ont été déclarées nulles, car il est alors commissaire des douanes en Écosse et inéligible pour siéger au Parlement.
Il est nommé gouverneur de la Jamaïque en avril 1738, à une époque où les autorités coloniales de l'île sont en train de mener une guerre infructueuse contre les Marrons jamaïcains. Réalisant rapidement que les Britanniques ne pouvaient pas gagner un conflit contre un groupe d'esclaves fugitifs qui mènent une guérilla réussie, en mars de l'année suivante, il propose aux Marrons de la ville de Cudjoe (Trelawny) un accord de paix. Une fois que Cudjoe a signé ce traité, Trelawny a offert un traité similaire aux Windward Maroons en 1740. Cette ouverture est soutenue par les colons britanniques de l'île, et le traité reconnait officiellement et accepte la liberté des Marrons et leur attribue des terres. Ce traité met fin à la Première Guerre des Marrons, qui a englobé les années 1730, et a vu la milice coloniale se battre sur deux fronts, contre les Marrons sous le vent dans l'ouest de la Jamaïque et les Marrons du vent dans l'extrémité orientale de l'île . Trelawny quitte ses fonctions en septembre 1752. La ville de Cudjoe est renommée ville de Trelawny en son honneur.
Il combat dans la guerre de l'oreille de Jenkins (phase américaine de la Guerre de Succession d'Autriche, 1740-1748), qui oppose la Grande-Bretagne à l'Espagne .
En 1747, Trelawny publie la brochure Essai sur l'esclavage, une brochure controversée dans laquelle il parle de son souhait que l'esclavage soit aboli. Comme il sait que s'il abolit l'esclavage, l'économie de l'île sera ruinée (puisque la Jamaïque dépend de l'esclavage sur le plan économique), et qu'il perdrait le gouvernement de la Jamaïque et la possibilité de rejoindre le Parlement britannique, il décide de demander, simplement, l'abolition de la traite des esclaves, mais les esclaves de la Jamaïque en tant que tels resteraient. La traite des esclaves n'est cependant abolie qu'en 1807 .
Trelawny épouse une veuve qui a une fortune entre 30 000 et 40 000 £ en argent jamaïcain. Peu de temps après, il demande à être relevé de ses fonctions car il est en mauvaise santé; il quitte la Jamaïque en novembre 1752, obtenant les remerciements de la Chambre d'assemblée pour sa "juste administration" et les "nombreux services importants" qu'il rendit sur l'île .
Edward Trelawny est décédé le 16 janvier 1754, à Londres .